# Rugare Gumbo
Rugare Gumbo, né le 8 mars 1940, est un homme politique zimbabwéen.